# USS Twining (DD-540)
ROCS Kwei Yang (DDG-908) à partir de 1971
Pour les articles homonymes, voir Twining.
L'USS Twining (DD-540) est un destroyer de la classe Fletcher en service dans la Marine des États-Unis pendant la Seconde Guerre mondiale. Il a été nommé en l'honneur du contre-amiral (Rear admiral) Nathan C. Twining (1869–1924), qui a servi pendant la guerre hispano-américaine.

## Construction
Sa quille est posée le 20 novembre 1942 au chantier naval Union Iron Works (Bethlehem Shipbuilding Corporation) de San Francisco, dans l'état du état de Californie. Il est lancé le 11 juillet 1943; parrainé par Mme S.B.D. Wood, et mis en service le 1er décembre 1943.

## Historique

### Service dans la marine américaine
Le Twining quitta San Francisco le 21 décembre pour s'entraîner et termina sa croisière à San Diego le jour de Noël. Après des exercices dans ce port, il retourne à San Francisco, embarque des passagers et du fret et appareille le 11 février 1944.

#### 1944
Le Twining arrive à Pearl Harbor le 17 pour entamer trois mois d'exercices d'entraînement, de manœuvres et d'entraînements, tandis que son équipage affine ses compétences en matière de bombardement, d'appui-feu et d'opérations de débarquement amphibie en vue de l'opération Forager. Le 31 mai, le destroyer a quitté les îles Hawaï en compagnie du 1er groupe d'appui-feu (Fire Support Group 1) des forces d'invasion de Saipan. Il arriva à Kwajalein le 8 juin, fit le plein de carburant et commença les patrouilles anti-sous-marines au large de l'entrée du port. Le 10 juin, le Twining filtra la sortie du groupe opérationnel du lagon, se dirigea vers les Mariannes et arriva au large de Saipan à l'aube du 14 juin. Naviguant au large de la côte est de l'île, il surveille le croiseur USS Montpelier (CL-57), participe brièvement au bombardement précédant l'assaut et, en fin d'après-midi, s'engage dans une bataille rangée avec une batterie côtière. À la tête du destroyer USS Stockham (DD-683) et du Montpelier, le Twining s'est rapproché de la côte à 3 000 mètres et a participé au tir qui a réduit les canons ennemis au silence. À la tombée de la nuit, il reprit son poste pour protéger les navires alimentant les tirs de harcèlement nocturnes à Garapan, sur la côte ouest de Saipan.
Le lendemain, jour J, le navire poursuivit ses tâches d'inspection et tira sur des cibles côtières sélectionnées pendant que les Marines débarquaient sur le côté ouest de l'île. Des avions japonais apparurent au crépuscule, mais aucun n'arriva à portée des canons du Twining. Il passa la majeure partie de la journée du 16 à la recherche improductive d'un contact sonore et, à la tombée de la nuit, se joignit au bombardement de la baie de Magicienne. Pendant la nuit, ses canons touchent un dépôt de munitions japonais près de l'aérodrome d'Aslito.
Tôt dans la matinée du 17 juin, le Twining rejoint la 106e division de destroyers (Destroyer Division 106) et se rend au rendez-vous avec les cuirassés du vice-amiral Willis A. Lee en prévision d'une action de la flotte. L'assaut américain sur les Mariannes avait attiré la Flotte combinée japonaise vers le nord pour tenter de repousser la poussée.
La journée du 18 s'est déroulée sans incident, à l'exception de l'observation de quelques fouineurs. Puis, à l'aube du lendemain, un avion solitaire non identifié s'approche de la formation, essuie les tirs du Twining et d'autres pilotes, décrit des cercles et disparaît. L'accalmie qui s'ensuivit dura jusqu'à 10h08, heure à laquelle le cuirassé Alabama signala un grand nombre d'avions approchant de l'ouest. À 18 km à l'ouest de la formation, Twining aperçoit la première vague d'attaquants à 10h49. Tout au long de la bataille, les avions de la patrouille aérienne de combat (combat air patrol - CAP) ont perturbé l'attaque ennemie, abattant de nombreux avions japonais et contrecarrant l'approche des autres. Lors de sa première action antiaérienne, le Twining endommagea deux des avions qui passèrent au travers et fut également crédité d'une assistance. Au cours des attaques, le destroyer a été la cible de deux largages de bombes, mais n'a subi aucun dommage. Pour le Twining, la bataille de la mer des Philippines s'est achevée en 26 minutes. Aucun autre avion japonais n'attaqua à proximité au cours de la journée, bien que les pilotes des porte-avions américains continuèrent à repérer les intrus.
Le 20, le Twining fait route vers l'ouest à la recherche de la flotte ennemie. En fin de journée, les porte-avions lancent une attaque aérienne et, à la nuit tombée, de nombreux avions ne sont pas revenus. Le Twining alluma son projecteur pour servir de repère aux avions et secourut les survivants des avions qui s'étaient abîmés dans l'obscurité. Le 21, à la tombée de la nuit, la Task Force abandonne la poursuite de l'insaisissable flotte japonaise et fait demi-tour, se dirigeant vers l'est pour rechercher à nouveau les survivants de la force d'attaque aérienne capturés dans l'obscurité de la veille. Le 23, le Twining fait le plein en mer, puis met le cap sur les Mariannes en surveillant le pétrolier USS Cahaba  (AO-82).
À Saipan, le 25, le Twining effectua un bombardement côtier au large de Mutcho Point. Pendant le reste du mois de juin, il continua à opérer au large de Saipan, effectuant des bombardements côtiers, des harcèlements nocturnes et des tirs d'illumination, tout en contrôlant les transports et en engageant des avions ennemis. Dans la baie de Magicienne, au début de la soirée du 28, le Twining fut témoin d'un impressionnant échange de tirs entre les unités des Marines du côté sud de la baie et les Japonais du côté nord. Plus tard dans la soirée, les avions japonais attaquent, bombardant les eaux du large. Les observateurs à bord du destroyer ont vu les tirs côtiers toucher un avion ennemi au-dessus de leur tête, puis ont vu l'avion tomber en flammes à environ 6 km de là. Peu avant minuit le 30 juin, alors que le Twining patrouille au large de Nafutan Point, deux avions ennemis tentent d'atteindre l'aérodrome d'Aslito mais sont repoussés par les tirs nourris du destroyer.
En juillet, le Twining poursuivit ses missions au large de Saipan, assurant le contrôle, la direction des chasseurs et l'appui-feu. Il se rendit aussi occasionnellement à Tinian pour des missions de bombardement. Au large de la pointe nord de Saipan, dans la nuit du 6 au 7 juillet, l'équipage du Twining fut occupé à tirer sur de nombreux avions japonais qui avaient apparemment choisi le navire à la fois comme point de référence pour leur approche de la piste d'atterrissage de Marpi Point et comme cible pour leurs bombes. Neuf avions ont effectué des approches au cours de ce raid, mais un seul a largué une bombe. Les fusées éclairantes des avions illuminent souvent la scène alors que les tirs du destroyer repoussent les neuf appareils, dont aucun ne parvient à se poser sur la piste d'atterrissage tenue par les Japonais. Dans les jours qui suivirent, le Twining resta en position de piquet, tirant occasionnellement sur les concentrations de troupes ennemies sur l'île.
Le 24 juillet, il protégea le Montpelier et le croiseur USS New Orleans (CA-32) qui bombardaient les positions japonaises sur Tinian. Le lendemain, le destroyer effectua des missions de soutien pour protéger les troupes américaines qui avançaient sur la côte ouest de l'île. Le Twining continua à soutenir l'invasion de Tinian jusqu'à la fin du mois, naviguant entre Tinian et Saipan et tirant occasionnellement sur des cibles japonaises sur l'île.
Le 1er août, le Twining fut affecté à une nouvelle mission d'appui-feu au large de la côte sud-est de Tinian. Il effectua la première de trois descentes de bombardement à 01h30 et se plaça ensuite à 1 500 mètres du rivage pour pilonner au canon les pentes et les grottes tenues par l'ennemi. Le 7, le Twining quitta Saipan, escortant le bâtiment de débarquement de chars Landing Ship Tank USS LST-130 qui se déplaçait lentement vers Eniwetok. Une semaine plus tard, il entre dans l'atoll où ses roulements de jambe de force usés sont remplacés.
Le Twining quitta Eniwetok le 15 septembre pour rejoindre le Fast Carrier Task Group (TG 38.2) du contre-amiral Gerald F. Bogan et consacra ensuite l'essentiel de ses efforts, jusqu'à la fin de la guerre, à la protection des porte-avions. Arrivé au large de Luçon le 21, le Twining a gardé les porte-avions pendant qu'ils lançaient des frappes malgré un temps nuageux, des grains et une faible visibilité. Après avoir lancé d'autres frappes depuis une position d'attaque au large du détroit de San-Bernardino le 24, le groupe de travail se dirigea vers l'est et arriva au large de Saipan le 28. De là, le destroyer effectua des patrouilles anti-sous-marines jusqu'au 30, date à laquelle le groupe d'intervention fit route vers les Carolines occidentales et entra dans le lagon d'Ulithi le 6 octobre.
Au crépuscule du 11 octobre, le groupe de travail se met en position de frappe sur Formose, premier d'une série de raids destinés à détruire l'utilité de cette île hautement fortifiée en tant que base aérienne et zone de transit pour les forces japonaises lors des débarquements imminents sur Leyte.
Pendant trois jours, les avions des porte-avions frappent des cibles sur Formose et, chaque soir, des raiders japonais attaquent les navires américains. Le 12, le Twining sauve plusieurs avions abattus. Ce soir-là, des avions ennemis attaquent sa formation jusqu'à minuit. Un avion japonais menace le destroyer à une altitude de 300 pieds. Après que le Twining a ouvert le feu, le raider tente de s'écraser sur lui, mais perd rapidement de l'altitude et s'écrase à 300 mètres de sa proue bâbord, répandant de l'essence enflammée sur l'eau à proximité du navire.
Dans les jours qui suivent, l'activité aérienne de l'ennemi reste intense. Le 14, un bombardier ennemi largue deux bombes qui manquent de peu le destroyer.
Les 18 et 21, les porte-avions du TG 38.2 lancent des frappes contre des cibles aux Philippines pour soutenir les débarquements américains sur Leyte. Avant l'aube du 24, des rapports d'observation de la flotte japonaise par des avions américains commencent à parvenir au destroyer. Ce jour-là, alors que le Twining poursuit ses missions de contrôle de routine, les avions des porte-avions portent des coups décisifs à la "Force centrale" de l'amiral Takeo Kurita dans la mer de Sibuyan.
Cette nuit-là, son groupe de travail se tourne vers le nord pour attaquer une force de porte-avions japonaise repérée au nord de Luçon. Des frappes lancées toute la journée depuis les flattops américains coulent quatre porte-avions ennemis de la Northern Force de l'amiral Jisaburo Ozawa lors d'une action connue sous le nom de bataille au large du cap Engaño. Le 26, des avions du TG 38.2 attaquent des navires japonais paralysés dans la mer de Visayan. Le 29, le Twining sauve un pilote abattu de Hancock.
À l'exception de quelques allers-retours occasionnels à Ulithi pour récupérer des munitions, le Twining resta avec les porte-avions tout au long du mois de novembre, alors qu'ils martelaient les fortifications japonaises aux Philippines. Le 10 décembre, le destroyer embarqua avec le Fast Carrier Task Group du contre-amiral Alfred E. Montgomery pour servir de piquet lors des frappes sur Luçon en soutien au débarquement sur Mindoro. Le 14, il sauve un pilote du porte-avions USS Hornet (CV-12) et le ramène à bord quatre minutes et demie après que son avion a touché l'eau.
Le 17, alors que les conditions météorologiques se dégradent rapidement, la formation rejoint des unités de ravitaillement en carburant et le Twining remplit ses réservoirs de carburants. Au cours d'un typhon qui s'abattit sur la force opérationnelle le lendemain, le poids de sa pleine charge de carburant donna au Twining la stabilité supplémentaire dont il avait besoin pour affronter des mers de 20 m et des roulis de 50 degrés. Le Twining a reçu l'ordre de rester à côté du porte-avions léger USS Monterey (CVL-26) désemparé alors qu'il brûlait, mort dans l'eau, et a maintenu une position près du navire en détresse tout au long de la tempête. Le Twining sort de la tempête sans dommages majeurs, mais perd un homme par-dessus bord.
Le 19 décembre, à l'aube, le destroyer accompagna la force opérationnelle qui se dirigeait vers Luçon, mais lorsque le mauvais temps fit avorter l'attaque, il retourna sur les lieux du typhon pour rechercher les survivants des trois destroyers qui avaient coulé pendant la tempête, avant de retourner à Ulithi la veille de Noël pour réparer les dégâts causés par la tempête.

#### 1945
La 3e Flotte 3rd Fleet) (de l'amiral William F. Halsey appareille le 30 décembre et met le cap sur Formose, les Ryūkyū et la côte chinoise afin d'empêcher les Japonais d'interférer avec les débarquements à venir sur Luçon dans le golfe de Lingayen. Le Twining protège les porte-avions qui lancent des attaques contre l'ennemi aux Philippines, à Formose et en Indochine française.
Le Twining retourna à Ulithi le 26 janvier pour une mise en cale sèche, un ravitaillement et des exercices d'entraînement. Il reprit la mer le 10 février avec le Carrier Task Group du contre-amiral Ralph E. Davison en direction des eaux proches des îles japonaises. Après que l'aviation navale a effectué des raids sur des cibles militaires dans la région de Tokyo les 16 et 17, le groupe de travail s'est dirigé vers le sud en direction des îles Volcano.
Le 19 février, jour J, le Twining est en poste de piquet au large d'Iwo Jima, alors que la force porteuse lance des frappes et une couverture de chasse pour le débarquement sur Iwo Jima. Quatre jours plus tard, le destroyer se dirige à nouveau vers le nord pour protéger les porte-avions qui se dirigent vers le Japon, mais le mauvais temps les empêche d'avancer. Le 1er mars, le groupe opérationnel lance des frappes sur les Ryukyu avant de se diriger vers les Carolines.
À la mi-mars, la Task Force 58 (TF 58) quitte Ulithi pour mener des frappes sur les aérodromes près de Kyūshū le 18. Le lendemain, alors que le groupe faisait route vers Kobe, le porte-avions CV-13 fut gravement endommagé par deux bombes. Le Twining aide à protéger le navire endommagé pendant qu'il se retire. Le 20, un avion japonais tente d'achever le porte-avions endommagé, mais il est chassé par une salve de tirs des navires d'escorte. Le 22 mars, après avoir mis le Franklin hors de danger, le Twining met le cap sur Nansei Shoto. Le 27 mars, le Twining protégea le destroyer USS Murray (DD-576) - qui avait reçu une torpille aérienne dans son étrave au-dessus de l'eau - jusqu'à ce que ce navire ait terminé ses réparations temporaires. Le lendemain, le Twining se dirigea vers le nord à la recherche de la flotte japonaise, puis retourna dans les eaux d'Okinawa le 31, et reprit son rôle de piquet pour les opérations des porte-avions.
Le premier jour d'avril, les porte-avions reprennent leurs frappes sur Okinawa pour soutenir le débarquement. Le 6, le groupe est attaqué par des kamikazes en masse alors que le Japon tente vainement de repousser l'assaut allié. En l'espace de deux heures, le groupe du Twining a touché cinq kamikazes, mais le destroyer se trouvait du côté opposé de la formation et n'a pas eu l'occasion de tirer clairement.
Le lendemain, il protège les porte-avions qui font route vers le nord pour intercepter les navires de guerre japonais qui s'approchent d'Okinawa. Une attaque de 380 avions localisa les navires japonais en mer de Chine orientale, près d'Amami ō-shima, et coula le cuirassé Yamato, le croiseur léger Yahagi et quatre destroyers. L'activité aérienne ennemie est fréquente et, le 13 avril, le Twining chasse un intrus aérien qui s'est approché de son poste de piquetage.
Quelques jours plus tard, il se retire à Ulithi pour des réparations. Le 4 mai, il appareille à nouveau d'Ulithi, cette fois avec le Task Group 58.1, pour des frappes sur Kyūshū en soutien aux opérations sur Okinawa. Alors que la formation s'approche des îles japonaises, les pilotes ennemis deviennent plus audacieux et le Twining tire sur un certain nombre d'avions. Pendant le reste du mois de mai et en juin, le Twining continue de protéger les porte-avions qui opèrent au large d'Okinawa.

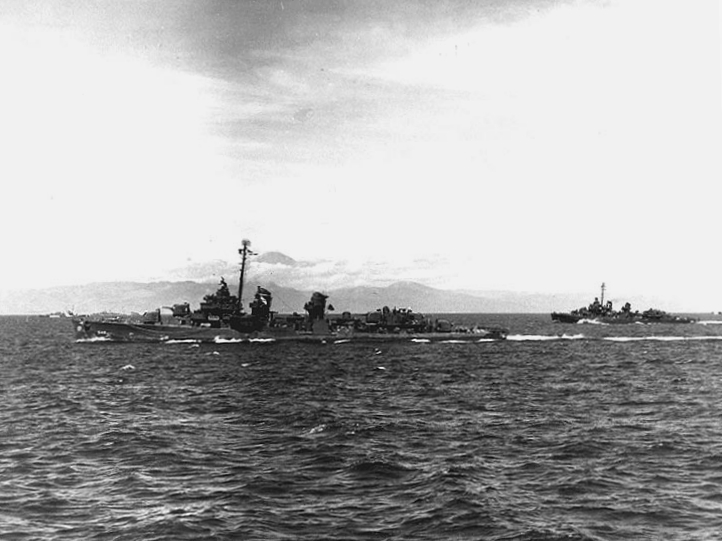
Le Twining dans la baie de Tokyo en août 1945

Le 4 juin, le baromètre commence à baisser et les vents se lèvent. Les vents atteignirent 70 nœuds (130 km/h) à 6h00, et le Twining fit à nouveau face à la puissance d'un typhon, mais s'en sortit indemne et reprit ses missions de piquet en fin de journée. Après les frappes sur Kyūshū, il se détache du groupe le 10 juin pour escorter le destroyer USS Dashiell (DD-659) jusqu'à Leyte.
Après un entretien et une disponibilité dans la baie de San Pedro, il surveille le porte-avions USS Yorktown (CV-10) dans le golfe de Leyte alors qu'il s'exerce avec un groupe aérien nouvellement assigné. Début juillet, le Twining rejoignit la Task Force 38 (TF 38), avec l'amiral William F. Halsey embarqué dans le cuirassé USS Missouri (BB-63), pour sept jours d'exercices d'entraînement intensifs en préparation de l'assaut tant attendu contre la patrie japonaise. Le 10 juillet, la task force arrive au large de Tokyo et, quatre jours plus tard, commence à lancer des frappes. Le 24 juillet, le Twining participe à des balayages antichars au large de la région de Kure-Kobe et, dans la nuit du 24 au 25 juillet, il prend part au bombardement de l'aérodrome de Shiono-Misaki. L'activité aérienne ennemie est fréquente pendant que le Twining surveille les porte-avions. Des frappes aériennes contre Kure et Kobe fin juillet furent suivies début août par d'autres frappes contre le nord de Honshū. Le 9 août, un kamikaze tenta de s'écraser sur le Twining mais, sous le feu nourri du navire, il dépassa le destroyer. Le 15 août à 6h05, le Twining entendit les porte-avions rappeler les frappes destinées aux cibles de Tokyo et, deux heures plus tard, "Radio San Francisco" annonça l'heureuse nouvelle de la capitulation inconditionnelle du Japon.
Fin août, le wining se tient prêt à Sagami Wan pour fournir un appui-feu à l'occupation de la base navale de Yokosuka, mais les débarquements se déroulent sans incident. La même procédure fut répétée à Tateyama Wan le 3 septembre avec le même résultat pacifique. Le 9 septembre, le destroyer commença à soutenir les activités de dragage de mines au large de Sendai et Chōshi, puis retourna dans la baie de Tokyo le 16 septembre pour des réparations et un réapprovisionnement.
Le Twining participa ensuite à des exercices d'entraînement avant d'appareiller pour les États-Unis le 31 octobre. Il navigue, via Pearl Harbor, avec le 53e escadron de destroyer (Destroyer Squadron 53= et, le 20 novembre, entre à Puget Sound pour une révision au Puget Sound Naval Shipyard à Bremerton, dans l'État de Washington. Le 14 juin 1946, il est déclassé à San Diego en Californie. Affecté au programme d'entraînement de la Réserve navale en août, le Twining opère à partir des ports de la côte ouest et effectue des voyages à Hawaï et au Mexique dans le cadre de ses activités d'entraînement.

### 1950-1971
Le Twining est remis en service le 10 juin 1950. Après des opérations sur la côte ouest, il quitta San Diego le 20 août 1951 et se dirigea, via Hawaï et le Japon, vers les eaux de la Corée.
Avec le commandant de la 172e division de destroyers (Destroyer Division 172) embarqué sur le Twining, le destroyer rejoignit l'écran de protection de la Fast Carrier Task Force 77 à la fin du mois de septembre et fournit également des tirs de contre-batterie à l'appui des dragueurs de mines dans les environs de fournit occasionnellement des tirs demandés par des avions ou des centres de contrôle des tirs côtiers. Le 9 octobre, le destroyer toucha une zone de stockage de munitions, provoquant une violente explosion et de nombreux incendies.
Deux jours plus tard, le Twining se rendit au port de Hungnam pour contrecarrer les efforts des communistes visant à maintenir les verres d'eau balayés à cet endroit. Cette nuit-là, alors qu'il navigue près de l'entrée du chenal, un avion à réaction non identifié effectue une attaque surprise rapide, largue deux bombes, mitraille le destroyer et s'échappe dans le ciel couvert. Les bombes tombent à proximité, mais le destroyer ne subit aucun dommage. Après avoir coulé un sampan et engagé une batterie côtière, le Twining met le cap sur Yokosuka.
Le Twining passa le mois de novembre à s'entretenir et à s'entraîner et consacra le mois de décembre à des exercices de chasse anti-sous-marine au large d'Okinawa. Le 11, il se dirigea vers la côte est de la Corée pour des missions d'interdiction et de soutien rapproché. Le destroyer termine le mois en projetant la Task Force 77 et commence la nouvelle année en s'entretenant à Sasebo au Japon. Le 22 janvier 1952, le Twining quitte le Japon pour retourner à Wonsan. Là, il tire sur des véhicules, des entrepôts et des concentrations de troupes ennemies et, le 30, il sauve un pilote américain abattu. Il opère dans le port de Wonsan jusqu'au 19 février, date à laquelle il repart pour le Japon. Après des réparations, il quitte Yokosuka, passe par Midway et Pearl Harbor pour rejoindre la côte ouest, et arrive à San Diego le 10 mars.

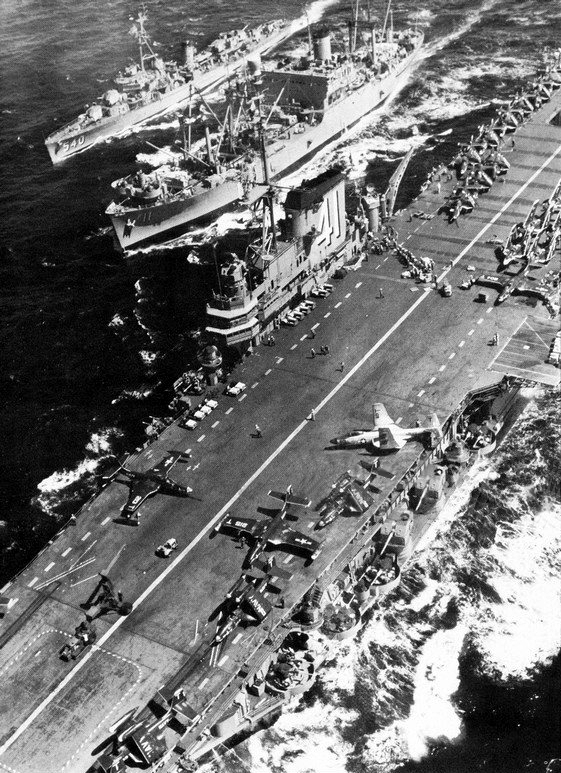
Le avec le et le Twining en 1955

Il reste dans les ports californiens jusqu'au 1er novembre 1952, date à laquelle il appareille pour l'Extrême-Orient et son deuxième tour de service dans les eaux coréennes. Dans les mois qui suivent, il opère au large de la côte est de la Corée, effectuant des missions de patrouille et de reconnaissance, tirant sur des cibles côtières, fournissant un éclairage nocturne aux garnisons des îles dans le port de Wonsan, et un appui-feu aux dragueurs de mines.
En mars 1953, il mouille dans la baie de Buckner avant de se rendre à Formose pour former le personnel de la marine nationaliste chinoise au tir au canon et au contrôle des dégâts. Le 8 avril, il rejoint le porte-avions USS Oriskany (CVA-34) pour assurer la protection anti-sous-marine du porte-avions et effectue des patrouilles dans le détroit de Formose Nord avant de retourner au Japon à la mi-avril. En mai, le destroyer quitte Yokosuka, mettant le cap sur Pearl Harbor et Long Beach. Il opère à partir des ports californiens pendant le reste de l'année 1953.
Bien que la guerre de Corée soit terminée, le Twining continue d'alterner les croisières en Extrême-Orient et les opérations sur la côte ouest jusqu'en juin 1963, date à laquelle il retourne à San Diego après des exercices avec les marines britannique, néo-zélandaise et australienne. En mai 1964, le destroyer est transféré du 5e escadron de destroyers (Destroyer Squadron 5) au 27e escadron de destroyers de réserve (Reserve Destroyer Squadron 27) et commence à effectuer des croisières d'entraînement pour les réserves.
Après la collision entre le porte-avions australien HMAS Melbourne (R21) et le destroyer HMAS Voyager (D04), qui a entraîné le naufrage du Voyager le 10 février 1964, les États-Unis ont offert le Twining à l'Australie, ainsi que son navire jumeau USS The Sullivans (DD-537), pour le remplacer temporairement. Au lieu de cela, la Marine royale australienne a accepté l'offre de la Marine royale britannique qui lui a proposé le destroyer HMS Duchess de la classe Daring, de la même classe que le Voyager.
Il est déclassé et rayé de la liste des navires de guerre (Navy List ou Naval Vessel Register) le 1er juillet 1971 et vendu le 16 août 1971 à la République de Chine.

### Service en République de Chine
Le navire a servi dans la marine de la République de Chine le 16 août 1971 sous le nom de ROCS Kwei Yang (DD-8).
Le navire ainsi que les Heng Yang et Hua Yang étaient à Penghu le 13 mai 1972. La participation à l'exercice Thunder en mer fait partie de l'exercice Huaxing. La zone d'exercice se trouve à Maoyu, Huaxing, au large de Penghu. Dans les eaux proches de Yu et Caoyu, les grenades sous-marines ont été déployées pour la première fois dans le cadre de la tactique anti-sous-marine. Les canons de 5 pouces du Qing Yang ont effectué des exercices de tir réel tels que le tir sur cible, la lutte contre les bateaux à grande vitesse et le bombardement des côtes. Pendant les deux heures qu'a duré l'exercice, les officiers de marine et les soldats ont appris à utiliser les différentes armes, à lancer et à atteindre la cible avec précision. L'exercice montre le moral élevé des officiers et des soldats, un entraînement solide et une confiance incomparable dans la victoire.
Le 28 novembre 1979, le ministère de la défense nationale a souligné que lors de l'exercice Ziqiang 4, des tirs de missiles standard ont été effectués. À deux reprises, le premier est tombé dans la mer après le lancement en raison de la défaillance de l'autodirecteur interne tiré par le missile. La société commerciale GD a admis qu'il s'agissait d'une erreur de gestion du produit et a accepté de payer 315 000 dollars américains dans son intégralité.
Il a été progressivement modifié pour embarquer des systèmes d'armes. En 1980, le numéro de série est devenu DD-956.
Plus tard, au milieu des années 1980, il a été remplacé par le DDG-908.
Le navire a été déclassé le 16 juillet 1999, puis remorqué en mer pour être coulé comme cible au large de Yilan.
Son mât, son ancre et une seule hélice sont conservés au parc Yizheng, à Keelung. Un de ses lanceurs de paillettes entraînable CR-201 (Trainable Chaff Rocket Launcher) et un seul canon de 5 pouces sont exposés au New Taipei City Weapon Park (新北市武器公園).

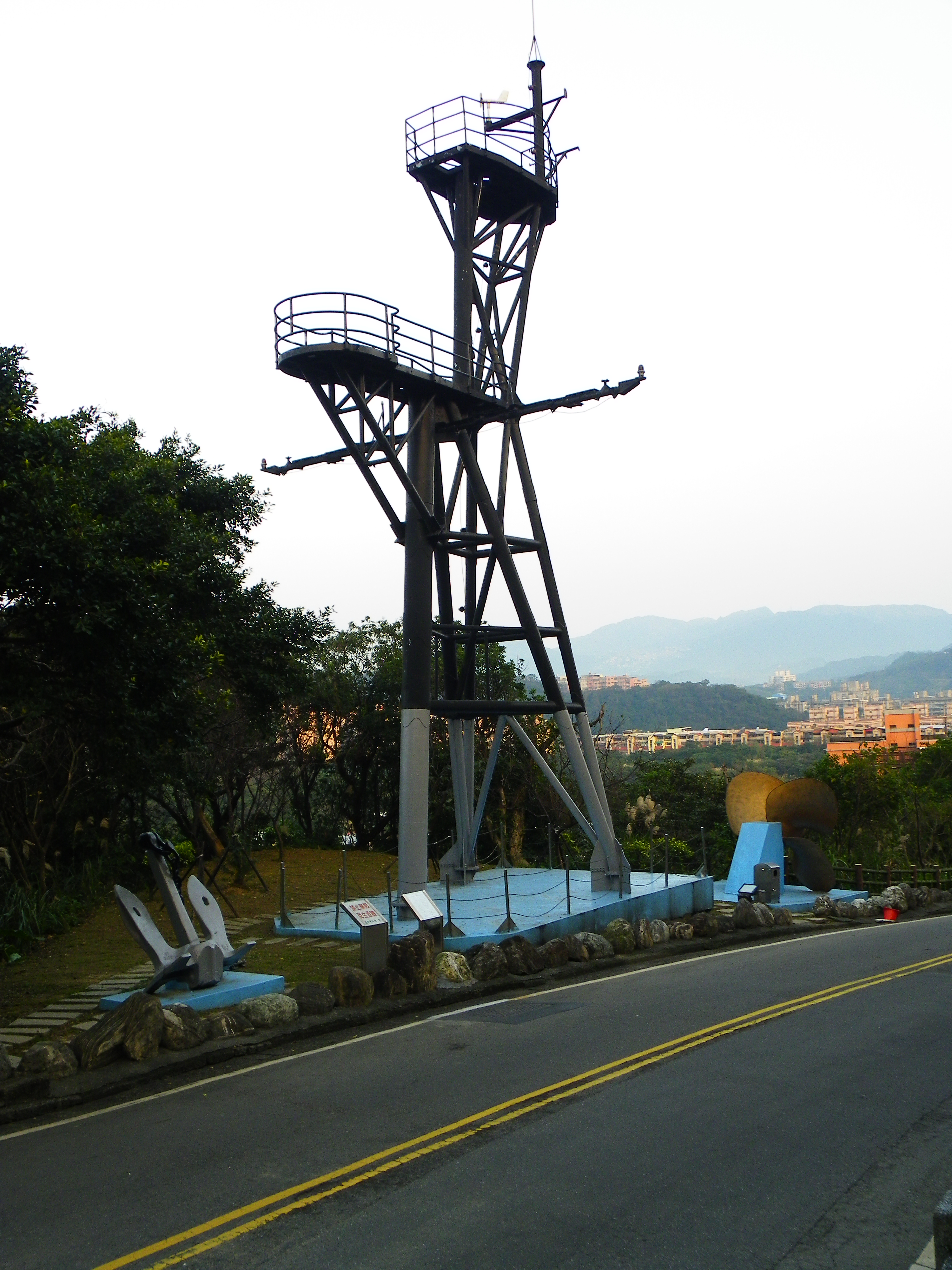
Mat du ROCS Kwei Yang
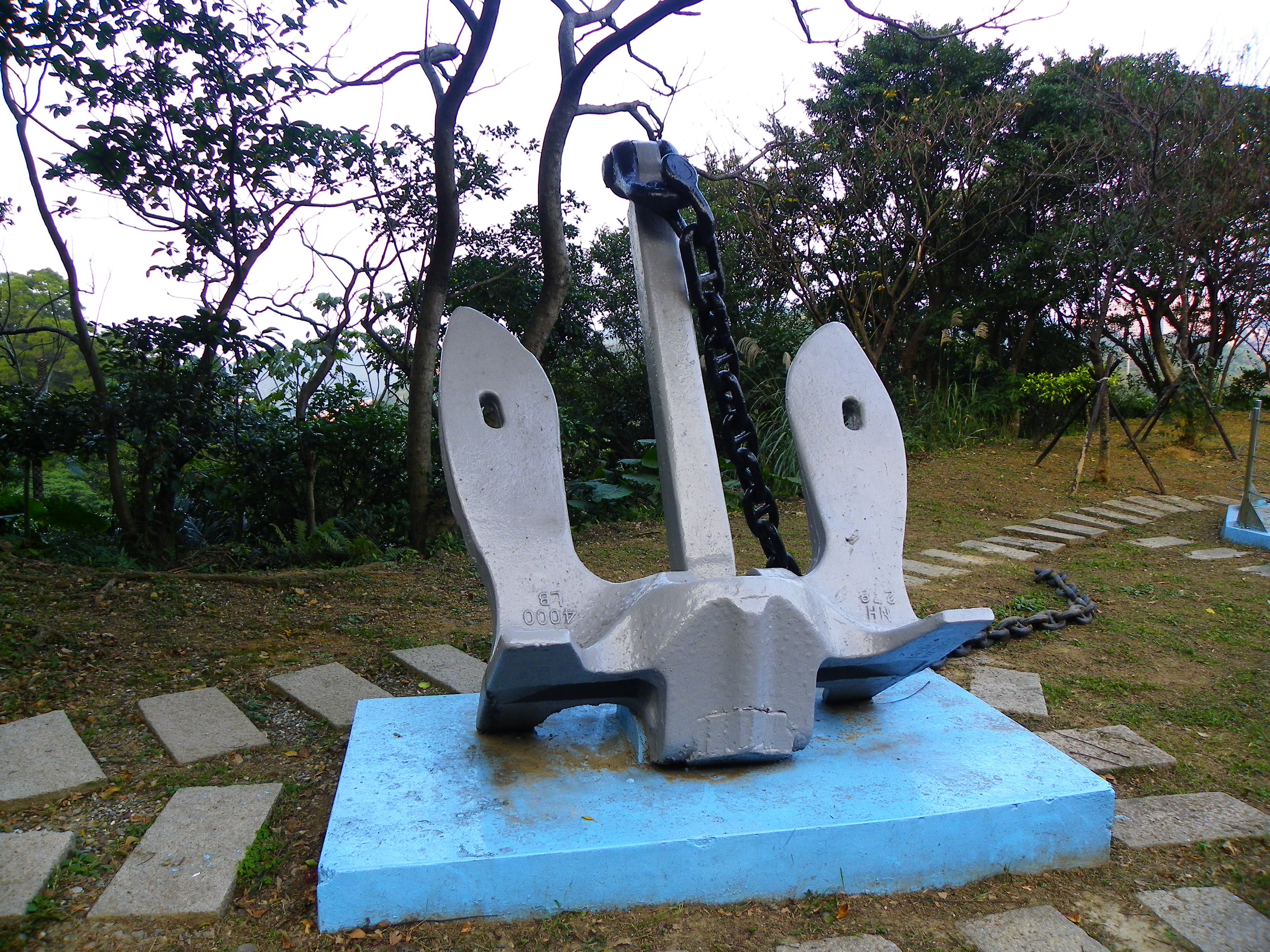
Ancre du ROCS Kwei Yang
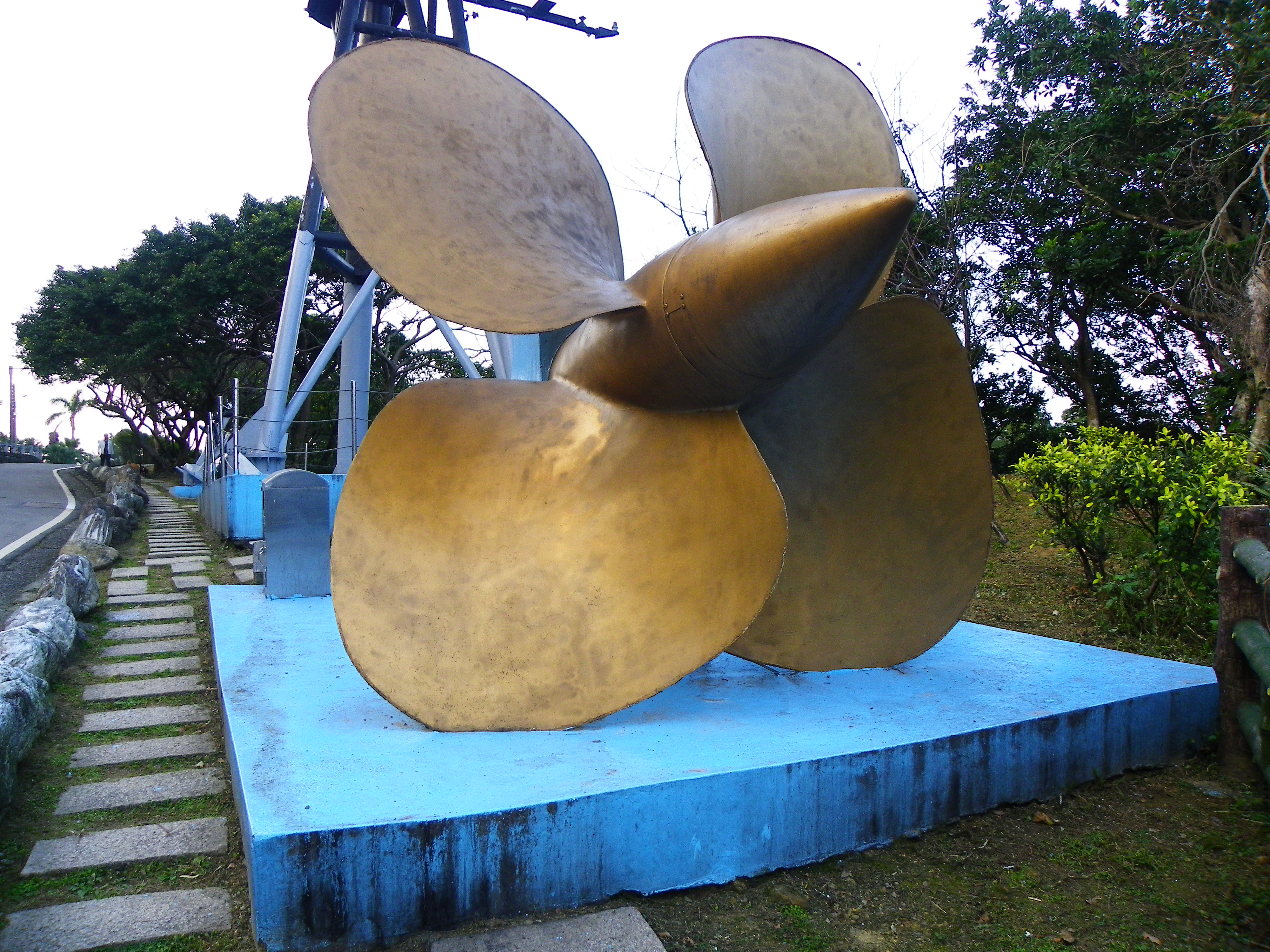
Hélice du ROCS Kwei Yang
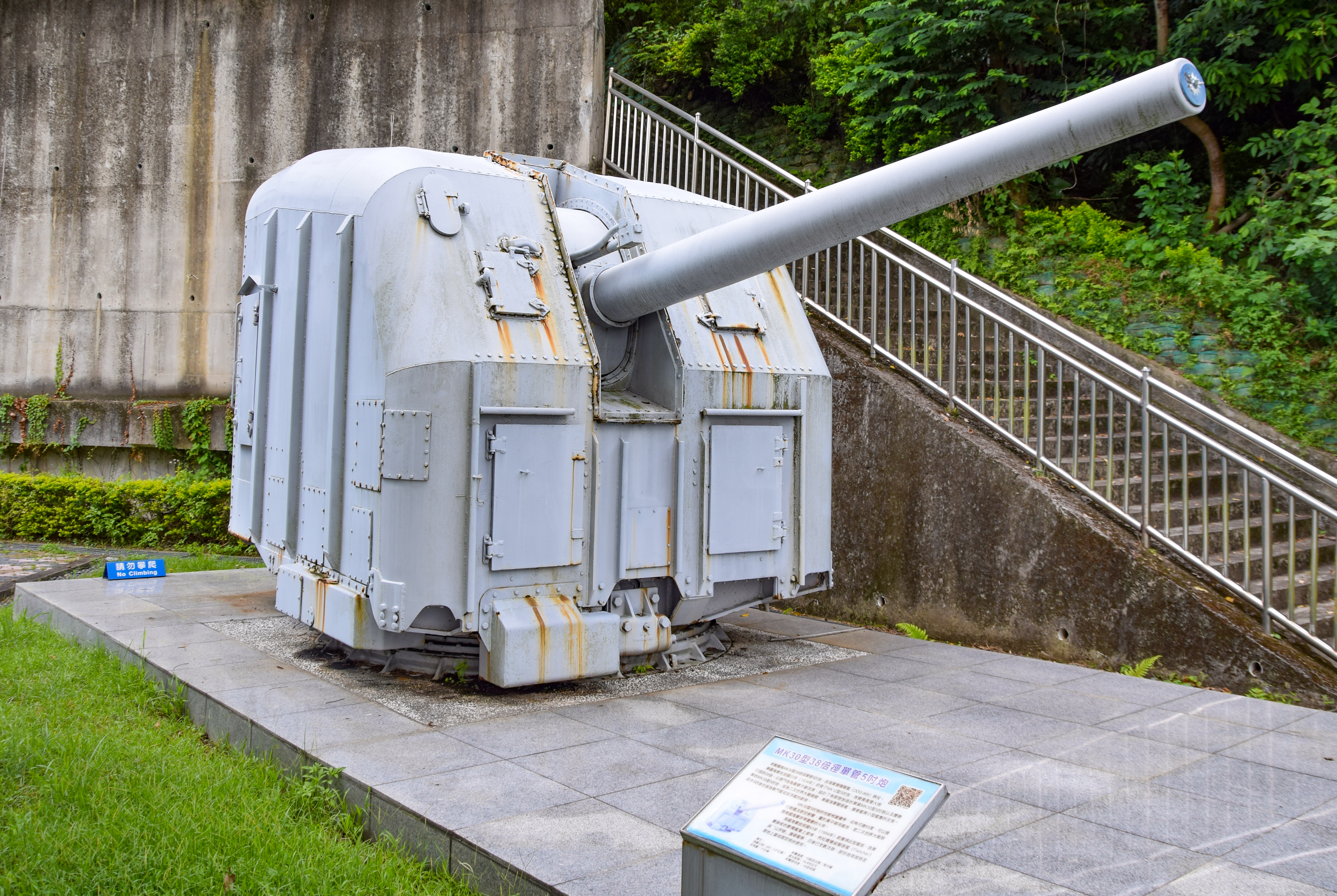
Canon naval du ROCS Kwei Yang

## Décorations
Le Twining a reçu 8 battle stars (étoiles de combat) pour son service pendant la Seconde Guerre mondiale et 5 battle stars pendant la guerre de Corée.